# 城南街道 (阳江市)
城南街道，是中华人民共和国广东省阳江市江城区下辖的一个乡镇级行政单位。

## 行政区划
城南街道下辖以下地区：
甘泉社区、东山社区、建新社区、南门社区、黄铺社区、锦书社区、太傅社区、扳朗社区、渔洲社区、三铺社区、马福社区、岗东社区、金山社区和玉沙村。